# Dalstroï
Le Dalstroï (en russe : Дальстрой) est une organisation soviétique créée le 13 novembre 1931 par le NKVD et chargée de gérer la construction de routes, dont la tristement célèbre routes des os, et l'exploitation des mines d'or dans la région de la Kolyma et s'étendant jusqu'à la péninsule Tchouktche.
Le Dalstroï employait de la main-d'œuvre forcée : environ 138 000 zeks y travaillaient dans les mines d'or en 1939. Au fil des années, le Dalstroï étendit son emprise à la quasi-totalité de la région de la Kolyma et y créa quelque 80 camps du Goulag. Sa base était située à Magadan. Après la mort de Staline, en 1953, le Dalstroï fut réorganisé et ne conserva que la dimension économique de ses activités, la dimension disciplinaire de gestion des camps étant confiée à l'USVITL du Goulag et ses attributions administratives étant transférées à l'oblast de Magadan nouvellement créé.
| Prisonniers du Dalstroï                 | Prisonniers du Dalstroï | Prisonniers du Dalstroï | Prisonniers du Dalstroï |
| Année                                   | Nombre                  | Année                   | Nombre                  |
| --------------------------------------- | ----------------------- | ----------------------- | ----------------------- |
| 1932                                    | 11,100                  | 1944                    | 84,716                  |
| 1934                                    | 29,659                  | 1945                    | 93,542                  |
| 1935                                    | 36,313                  | 1946                    | 73,060                  |
| 1936                                    | 48,740                  | 1947                    | 93,322                  |
| 1937                                    | 70,414                  | 1948                    | 106,893                 |
| 1938                                    | 90,741                  | 1949                    | 108,685                 |
| 1939                                    | 138,170                 | 1950                    | 153,317                 |
| 1940                                    | 190,309                 | 1951                    | 182,958                 |
| 1941                                    | 187,976                 | 1952                    | 199,726                 |
| 1942                                    | 177,775                 | 1953                    | 175,078                 |
| 1943                                    | 107,775                 |                         |                         |
| Au 1er janvier sauf en 1932 en décembre |                         |                         |                         |

## Histoire
Créé le 13 novembre 1931 par un décret, le Dalstroï fut chargé de développer la région de Magadan et de la Tchoukotka, alors nommé raïon d'Ola-Seimchan, dans le territoire d'Extrême-Orient.

## Les chefs du Dalstroï
- Édouard Berzine : 1932-1937.
- Karp Aleksandrovitch Pavlov : 1937-1939.
- Ivan Nikichov : 1940-1948.
- Ivan Grigorevitch Petrenko (ru) : 1948-1950.
- I.L. Mitrakov : 1951-1956.
- Iouri Veniaminovitch Tchougouïev : 1956-1957.

|  |  |  |  |  |

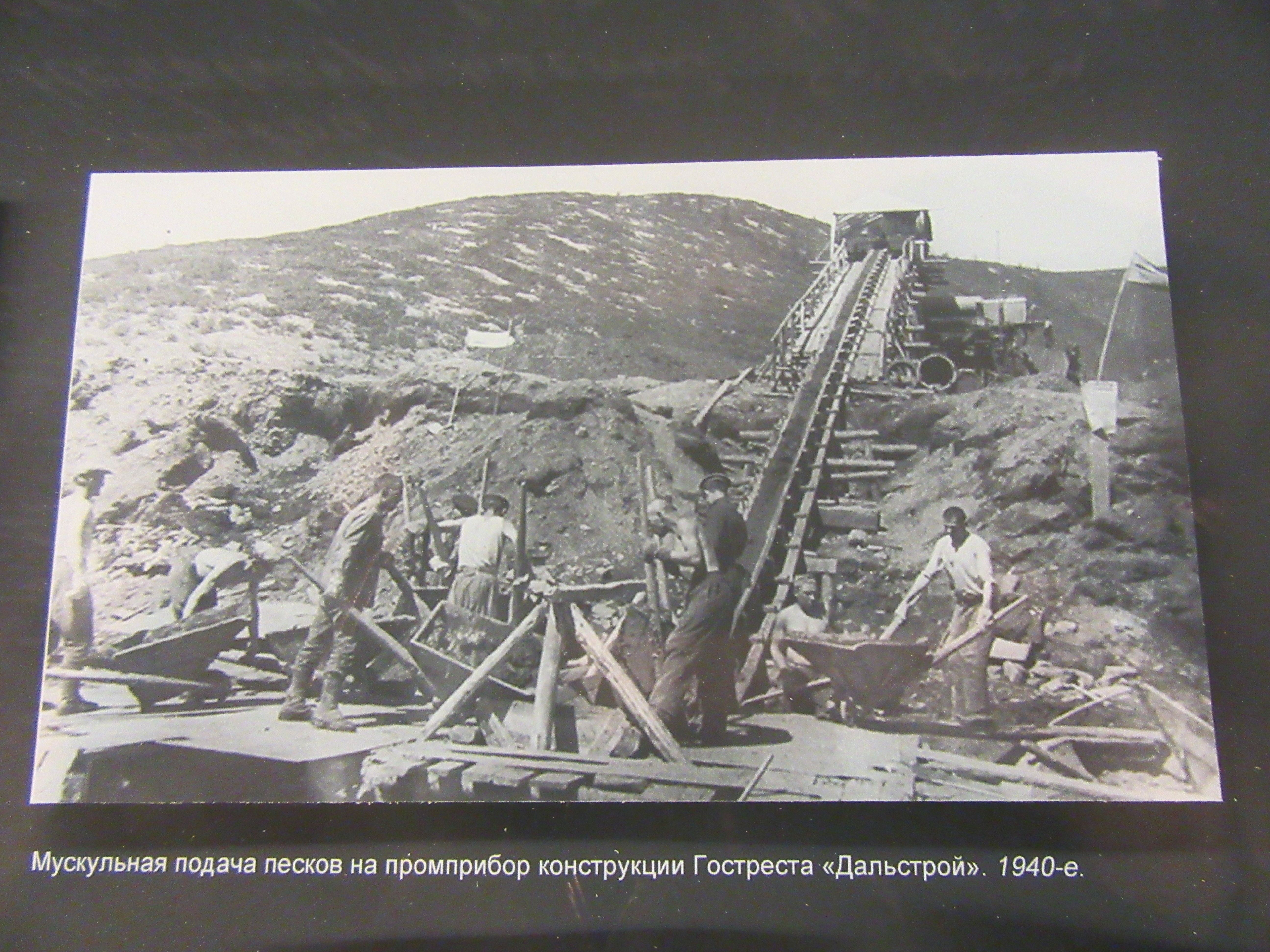
Apport de sable à la main au centre de Dalstroï, photo de la Maison-musée Chalamov
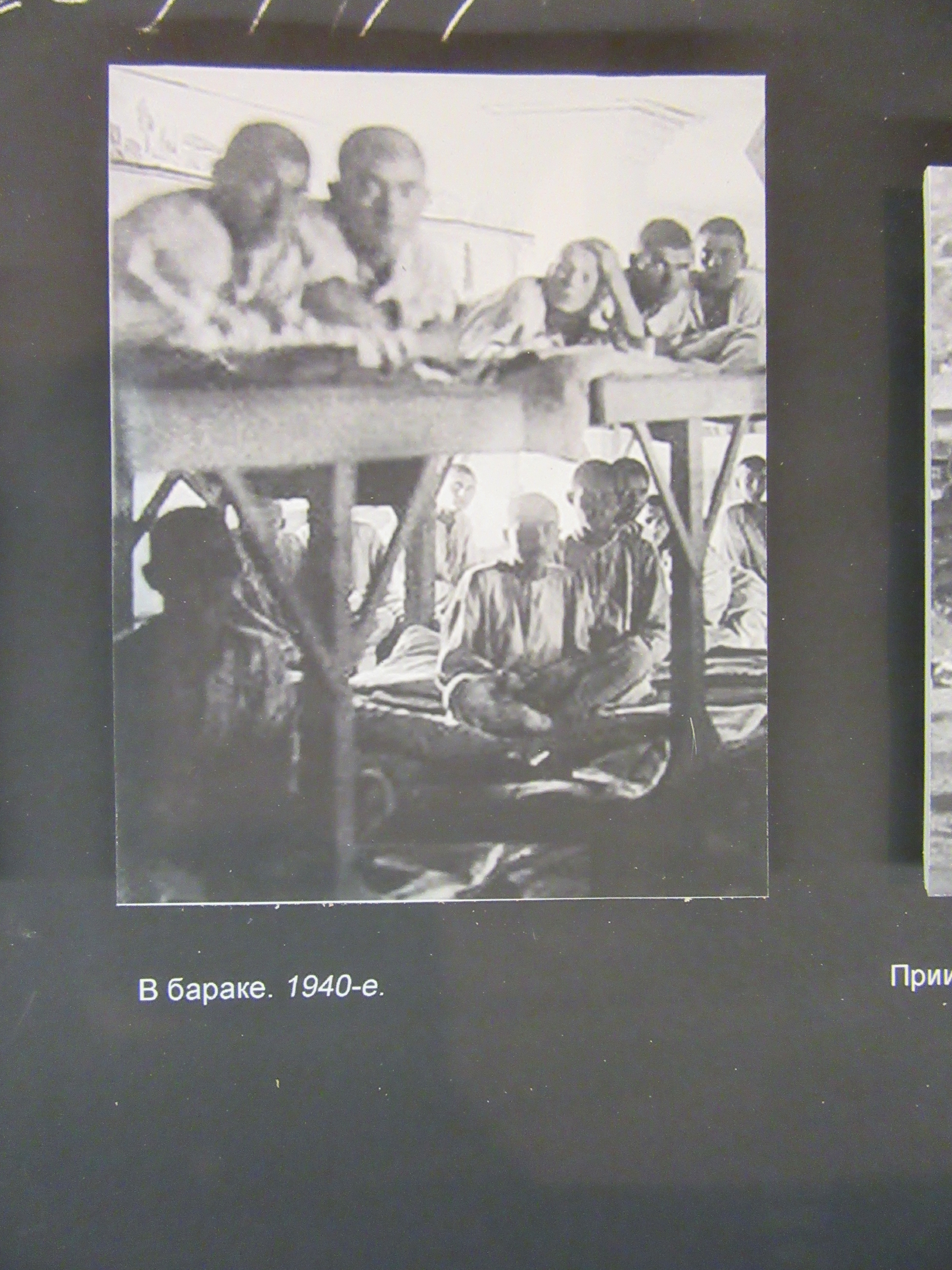
Zeks dans les châlits des baraques , photo du musée de Chalamov à Vologda